# Friedrich Zarncke

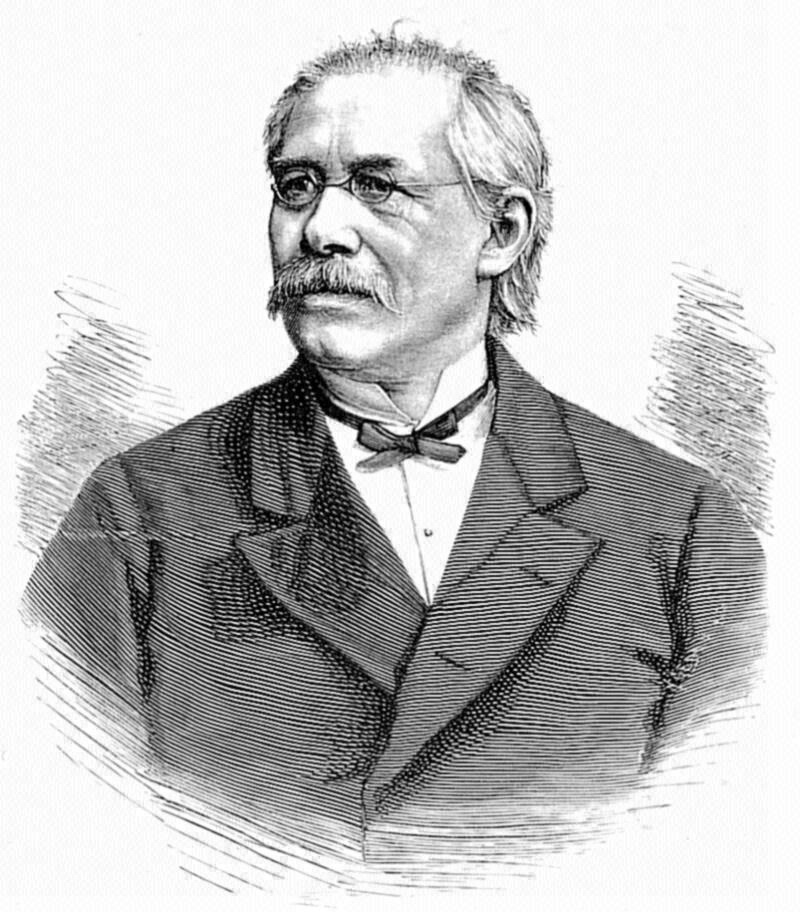
Friedrich Zarncke

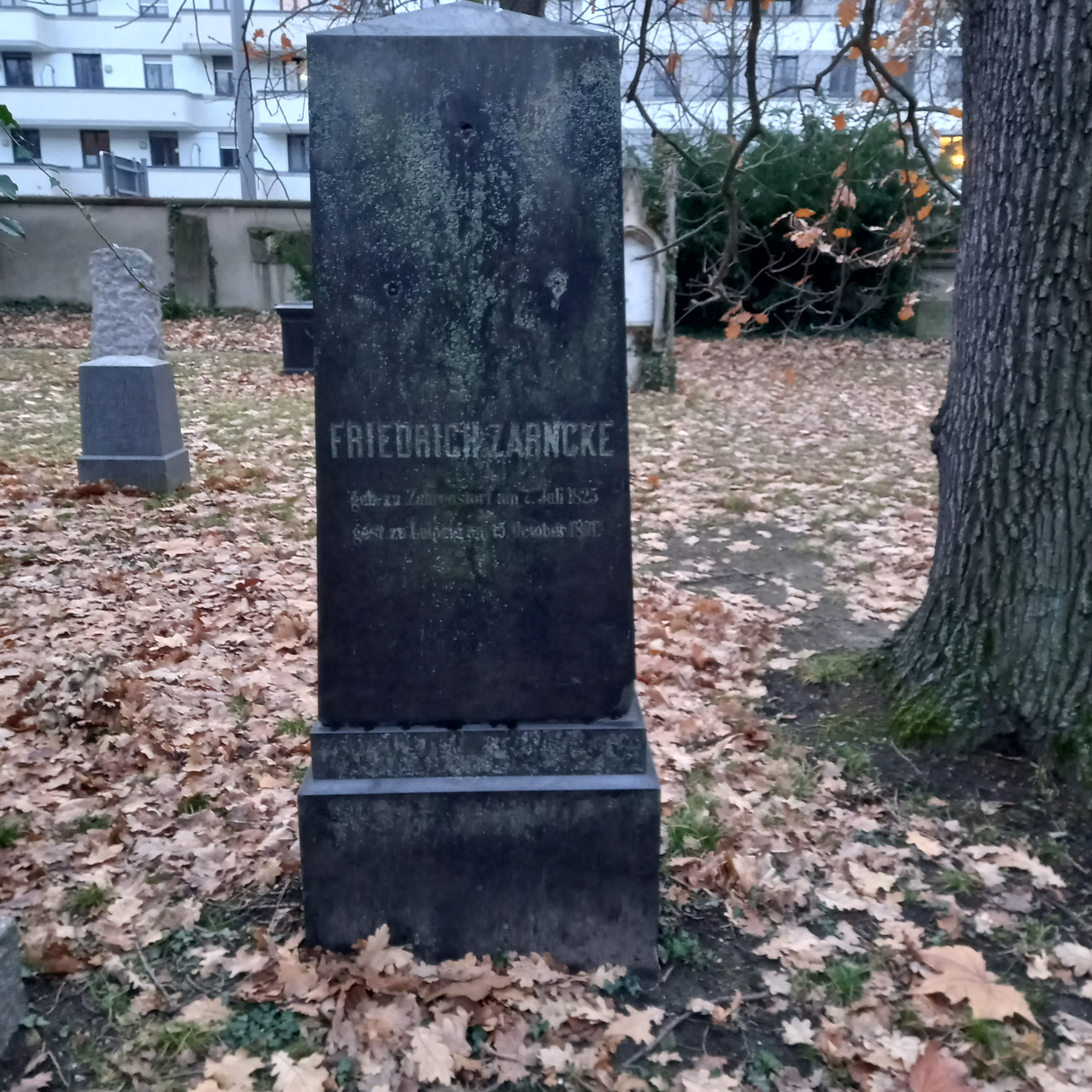
Der Grabstein von Friedrich Zarncke auf dem Alten Johannisfriedhof in Leipzig

Friedrich Karl Theodor Zarncke (* 7. Juli 1825 in Zahrensdorf; † 15. Oktober 1891 in Leipzig) war ein deutscher Germanist.

## Biografie
Friedrich Zarnckes Vater war Landgeistlicher im Mecklenburgischen. Nach seiner Schulzeit in Rostock studierte Zarncke ab 1844 an der dortigen Universität, wechselte aber schon ein Jahr später nach Leipzig, wo er vor allem Gottfried Hermann und Moriz Haupt hörte. 1846 ging er nach Berlin, wo er vor allem von Karl Lachmann beeinflusst wurde.
1850 war er wieder in Leipzig, wo er das Literarische Centralblatt für Deutschland gründete und sich 1852 habilitierte. 1854 wurde er zum außerordentlichen, 1858 gegen den Widerstand von Heinrich Wuttke, der die wissenschaftlichen Arbeiten Zarnckes für die Beförderung nicht ausreichend fand, zum ordentlichen Professor für deutsche Sprache und Literatur ernannt. Seine Rezensionszeitschrift umfasste nahezu alle Wissensgebiete. Sie stand seinerzeit auch in hohem Ansehen. In der Handschriftenabteilung der Universitätsbibliothek Leipzig befindet sich der Nachlass 249 Friedrich Zarncke. In diesem sind neben verschiedensten internen universitären Belangen auch die wohl gesamte Korrespondenz erhalten, die mit seiner Zeitschrift zusammenhing. Nach seinem Tode führte sein Sohn Eduard Zarncke zunächst die Redaktionsgeschäfte weiter. Zarncke war 1869/70, 1870/71 und 1881/82 Rektor der Universität Leipzig. Er beteiligte sich 1878 an der Gründung des Akademisch-Neuphilologischen Vereins Leipzig (seit 1924 Burschenschaft Plessavia Leipzig). 1890 wurde er Ehrenmitglied der Burschenschaft Roter Löwe in Leipzig.
Zarncke hatte für die Universitätsgeschichte Leipzigs außer der rein fachlichen Seite wie seine Beiträge zur Goetheforschung oder zu Sebastian Brant u. a. auch Urkundenbände zur Geschichte der Universität Leipzig seit ihrer Gründung herausgegeben. Für die Leipziger Universitätsgeschichte sind sie von grundlegender Bedeutung.
Er war seit 1854 Mitglied der Königlich Sächsischen Gesellschaft für Wissenschaften. Für die Überlieferung der älteren Akademiegeschichte in Leipzig ist es sehr bedeutsam, dass Zarncke ein Fotoalbum der Akademiemitglieder anlegte und dass diese Sammlung auch erhalten blieb. Sie befindet sich zum Teil im Universitätsarchiv Leipzig und zum anderen Teil in der Handschriftenabteilung der Universitätsbibliothek Leipzig. 1879 wurde er als auswärtiges Mitglied in die Bayerische Akademie der Wissenschaften aufgenommen.
Georg Friedrich Beneckes nachgelassene Vorarbeiten zu einer Sammlung des mittelhochdeutschen Wörterschatzes verwerteten Wilhelm Müller und Zarncke im Mittelhochdeutschen Wörterbuch.
Friedrich Zarncke wurde im Ehrengrab der Universität Leipzig in der V. Abteilung des Neuen Johannisfriedhofs beerdigt. Sein Grabstein hat sich im Lapidarium auf dem Alten Johannisfriedhof in Leipzig erhalten.

## Werke
- Der Priester Johannes